# Novoplatonizam
Novoplatonizam ili neoplatonizam naziv je za religijsko-mističnu školu filozofije koja je djelovala 3. – 6. stoljeća. Najznačajniji predstavnik novoplatonizma bio je filozof Plotin (204. – 270.) koji je djelovao u Aleksandriji, a kasnije u Rimu kao glasoviti učitelj filozofije.

## Antički novoplatonizam
Novoplatonizam je nastao u Aleksandriji, dodirnoj točki Istoka i Zapada, gdje su se ispreplitali religijski utjecaji iz Perzije i Babilona, egipatska vjerovanja, židovska vjera i kršćanske sekte.
Novoplatonistička filozofska škola kasnije djeluje u Rimu, a zatim u Siriji i Ateni.
Razvio se na osnovi učenja filozofa Platona i ranijih Platonista. Osnivačem novoplatonizma smatra se Amonije Sakas, no središnju ideju i osnove te filozofske škole postavio je njegov učenik Plotin.
Glavna je postavka u Plotinovoj metafizici njegovo učenje o trojstvu koje se sastoji od Jednog, Uma i Duše. Prema njemu, čitava stvarnost proizlazi iz vrhovnog i nepromjenljivog principa Jednog. Jedno je uzrok i izvor svega i sve što postoji po njemu postoji. Razlikuju se stupnjevi bitka koji se prepoznaju kao um, ideje, duša i konačno materija. Dakle, emanacijom iz Jednog nastaje Um, a novom emanacijom iz Uma nastaje Duša. Što je nešto dalje od Jednog, ono manje jest. Jedno se ne može spoznati znanjem, već mističnom ekstazom u trenutka kada čovjek transcendira svakodnevnu svijest te se u mističnoj ljubavi spaja u Prajedno.
Škola je prestala s djelovanjem 529. godine kada je bizantski car Justinijan I. zatvorio sve filozofske škole u Ateni.

## Srednjovjekovni novoplatonizam
Unatoč širenju kršćanstva i kasnijem gašenju posljednjih poganskih filozofskih škola u 6. stoljeću, načela novoplatonizma preživjela su. Novoplatonizam je utjecao na pojedine ranokršćanske teologe, poput Origena i Pseudo-Dionizija Areopagita.
Istodobno, novoplatonizam se spojio s mističnim gnosticizmom, kao i s idejama židovske kabale.
Platonov utjecaj osjećao se kroz kršćanski nauk sv. Augustina, ali i drugih ranih kršćanskih mislioca. Skolastički filozofi postupno odbacuju Platonov autoritet u kršćanskoj filozofiji i zamjenjuju ga Aristotelom, što svoj vrhunac dostiže u 13. stoljeću kada Toma Akvinski nastoji utemeljiti katoličko učenje na Aristotelovoj filozofiji koja je u opreci prema filozofiji Platona i novoplatonizma.

## Renesansni novoplatonizam
Uoči i nakon pada Carigrada pod osmansku vlast 1453. godine, u Italiju su prebjegle brojne izbjeglice iz Bizanta, a među njima i učeni ljudi, što je potaknulo pojavu renesanse i ponovno otkrivanje interesa za antičku baštinu.
U Firenci je početkom 15. stoljeća otvorena Firentinska akademija u kojoj je proučavana Platonova filozofija koja je postala temeljnim idejnim sustavom renesanse.
Među filozofima koji su djelovali u okvirima novoplatonističke filozofije ističu se Marsilio Ficino, Giovanni Pico della Mirandola, kao i naš Frane Petrić.